# Téléphonie mobile en Europe

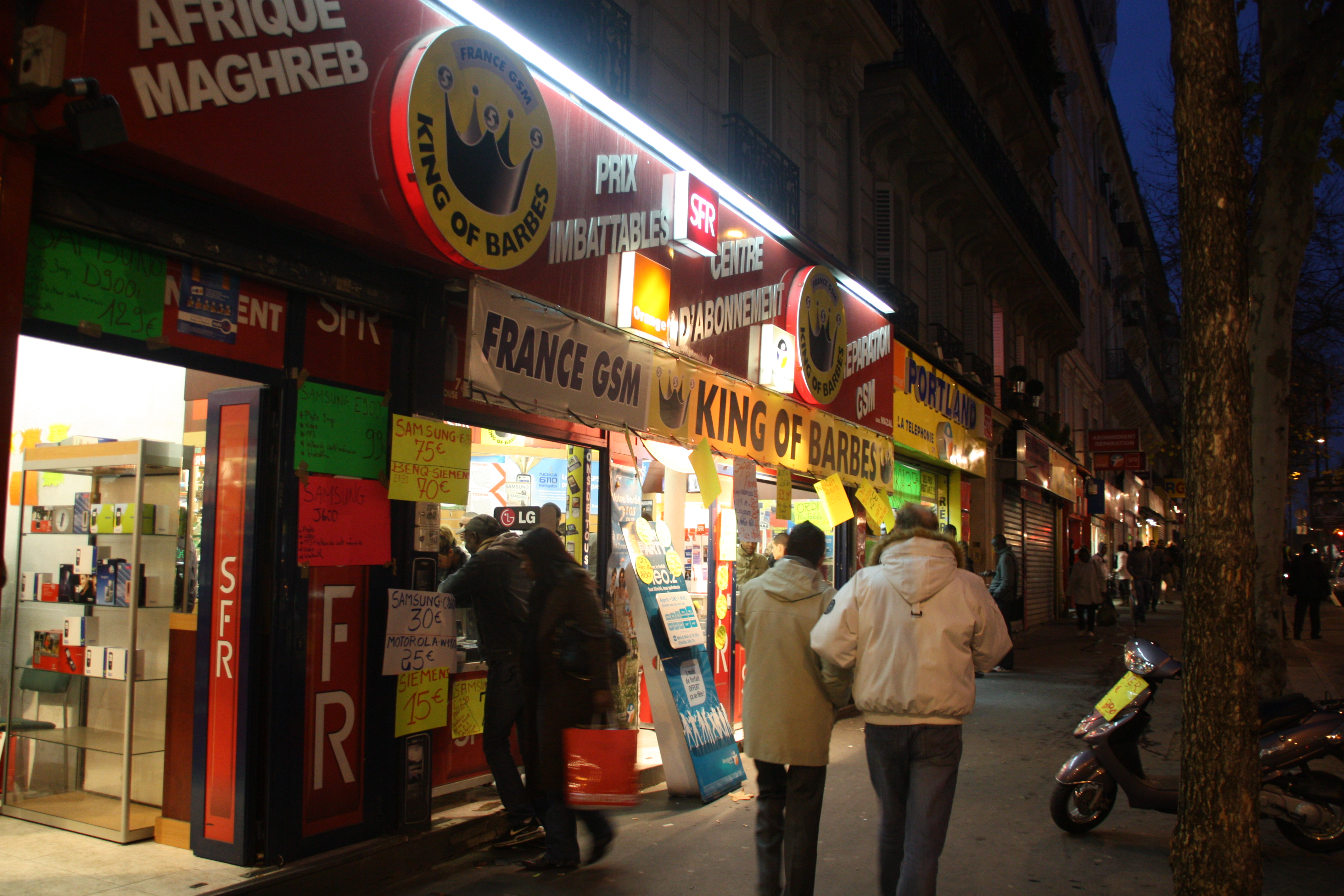
Un magasin de téléphonie en France, Boulevard Barbès, Paris 2008

La téléphonie mobile en Europe est structurée autour de chaque pays membre et de leurs territoires :
- Plusieurs opérateurs mobile nationaux ou présents dans plusieurs pays, notamment : Vodafone et Orange,
- Des opérateurs de réseau mobile virtuels, dits MVNO, qui utilisent les réseaux des opérateurs principaux.

Chaque pays dispose d'une autorité de régulation, en France, l'Arcep.

## Tarification
Les systèmes de tarifications se sont structurés sur des bases nationales. L'union européenne formant généralement une zone où il est nécessaire d'avoir recours à l'itinérance, c'est-à-dire avoir un opérateur tiers. Ceci a conduit à des tarifs conséquents, dits tarifs d'itinérance ou de roaming.

### La téléphonie mobile dans les États membres de l'Union européenne
Le taux de pénétration de la téléphonie mobile est en 2009 de 119 % (en «moyenne UE27»).
Dans certains États, il est nécessaire d'avoir recours à plusieurs opérateurs, ce qui conduit à des taux de pénétration variables: en 2008, 88 % pour la France, 129 % en Allemagne et 152 % en Italie. 
Par ailleurs, il peut aussi y avoir des disparités régionales. 
En 2012, le taux de pénétration varie de 57 % à Saint-Pierre-et-Miquelon à 150 % en Guadeloupe et en Île-de-France.
En 2007, le revenu moyen par utilisateur de communication mobile est en moyenne UE27 de 282 €.
Il varie alors en fonction des pays: en France (427 €), en Allemagne (231 €) et en Bulgarie (110 €). 
L'Average Revenue Per User (ARPU) est le chiffre d'affaires mensuel moyen par client.

### À l'étranger
Au sein de l'Union européenne (ainsi que dans l'Espace économique européen), les frais d'itinérance internationale sont plafonnés. Les surcoûts pour les communications en itinérance devraient y disparaître le 15 juin 2017. 
Ces plafonds et règlementations des frais d'itinérance ne sont pas valables pour les États non membres de l'Espace économique européen, comme Andorre, Monaco, Saint-Marin, la Suisse ou le Vatican par exemple.

## Relations entre opérateurs
Les différents opérateurs ont interconnecté leurs réseaux.
Ils se facturent mutuellement les services pour la terminaison d'appel.
En France, ils coopèrent pour permettre la portabilité du numéro via un GIE et ils coopèrent également pour la couverture des zones blanches.

## L'arrivée de la 4G
Avec l'arrivée de la 4G et des smartphones, les opérateurs espèrent une augmentation des revenus liés aux données (Internet) ce qui accompagnerait une baisse des revenus de la téléphonie[réf. souhaitée].

## La réglementation et la régulation
Elle repose pour l'essentiel sur des bases nationales.
L'Union européenne intervient notamment pour réduire les frais d'itinérance et pour unifier le marché.